# Lajos Szűcs (Fußballspieler, 1973)
Lajos Szűcs (* 8. August 1973 in Budapest) ist ein ehemaliger ungarischer Fußballtorhüter.

## Sportlicher Werdegang
Szűcs begann seine Karriere als professioneller Fußballspieler bei Újpest Budapest. Als Stammspieler in der Nemzeti Bajnokság war einer der Garanten, dass sein Klub im vorderen Ligabereich mitspielte und sich regelmäßig für den Europapokal qualifizierte. In der Winterpause der Saison 1997/98 folgte er einem Angebot des deutschen Klubs 1. FC Kaiserslautern, der im vorherigen Sommer in die Bundesliga aufgestiegen war. Beim Pfälzer Erstligisten sollte er als Ersatz für den verletzungsbedingt längerfristig ausfallenden Petr Kouba mit Andreas Reinke um den Stammplatz zwischen den Pfosten kämpfen. Lediglich als dieser verletzungsbedingt ausfiel, konnte er ihn vertreten und verhalf in drei Bundesligaspielen zum Gewinn des Meistertitels.
Nachdem mit Uwe Gospodarek beim 1. FC Kaiserslautern ein weiterer Torhüter verpflichtet worden war, kehrte Szűcs im Sommer 1999 zunächst auf Leihbasis nach Ungarn zurück und heuerte bei Ferencváros Budapest an. Im Sommer 2002 verpflichtete ihn  der Klub endgültig. Bei seinem neuen Klub entwickelte er sich zum Nationalspieler und kam bis 2005 zu drei Länderspieleinsätzen. Von 2005 bis 2015 spielte er bei Lombard Pápa. Im Jahr 2009 stieg er mit dem Klub in die Nemzeti Bajnokság auf und war dort bis zum Abstieg 2015 Stammtorwart. Anschließend wechselte er zu Dunaújváros FC in die zweite Liga, ehe er sich Anfang 2016 Drittligist Rákosmenti KSK anschloss. Dort übernahm er im Jahr 2016 das Traineramt.